# Carsten Theumer
Carsten Theumer est un artiste allemand. 
Carsten Theumer a dessiné 
- La pièce de 10 euro 2005 allemande de collection en l'honneur du deux centième anniversaire de la mort du poète et écrivain Friedrich von Schiller.